# Brändbergets naturreservat
Brändbergets naturreservat är ett naturreservat i Malung-Sälens kommun i Dalarnas län.
Området är naturskyddat sedan 2019 och 2022 (gällkande) och är 125 hektar stort. Reservatet ligger norr om Malung och består av fattigmyrar mellan skarpt avsatta höjdryggar och bördiga dalgångar och sluttningar.